# Упалі ангели (фільм, 2020)
Упалі ангели (Angels Fallen) — науково-фантастичний фільм жахів 2020 року режисера Алі Замані за сценарієм Аманди Бартон.

## Про фільм
Габріель трагічно втрачає дружину в боротьбі з силами темряви. Його переконують приєднатися до команди мисливців на демонів, які подорожують із глибинної Америки до внутрішніх невідомих регіонів Європи.
До нього приєднується найкращий друг колишніх років Майкл — який приховує темну таємницю, містична Ханна — чиї видіння передбачають майбутнє, і строката команда ліквідаторів демонів.
Втративши частину команди, Габріель повинен мати справи зі своїм трагічним минулим і вирішити, хто насправді друг чи ворог.

## Знімались
| Актор            | Роль      |
| ---------------- | --------- |
| Нікола Позенер   | Ханна     |
| Г'юстон Райнс    | Габіель   |
| Майкл Тен        | Міхаель   |
| Лі Цзін          | Лола      |
| Майкл Медсен     | Балтазар  |
| Вільям Лег       | Тай       |
| Керолайн Аміге   | Валентина |
| Ерік Робертс     | Веррік    |
| Ніколас Туртурро | Ньютон    |